# Konishiki Yasokichi

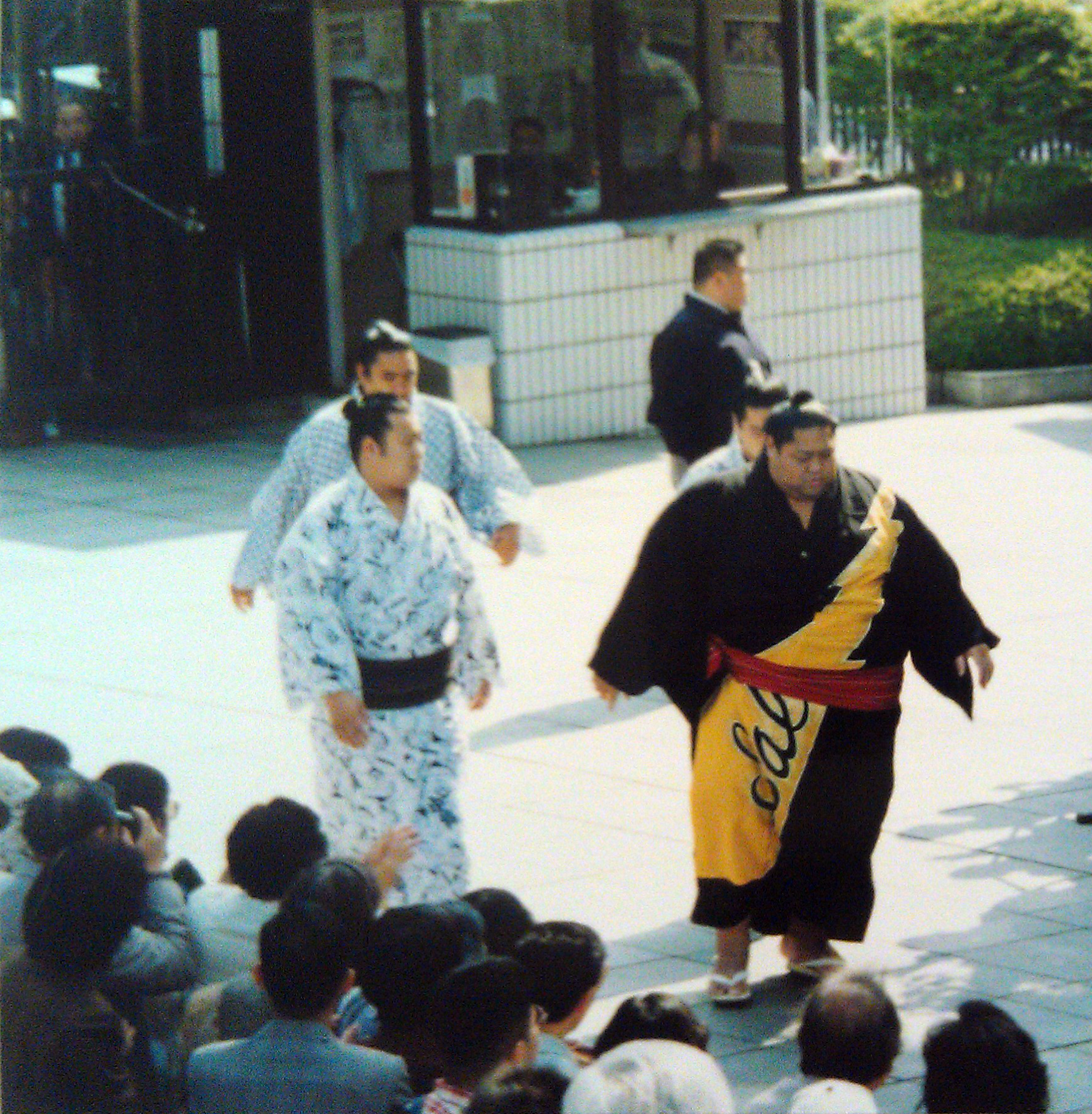
Konishiki Yasokichi

Konishiki Yasokichi, (小錦八十吉, geboren als Saleva'a Fuauli Atisano'e) (Oahu, Hawaï, 31 december 1963) is een op Hawaï geboren sumoworstelaar van Samoaanse afkomst.
Konishiki maakte naam in Japan door de eerste in het buitenland geboren kampioen in de Ōzeki te worden. Ōzeki is de tweede hoogste rang in het sumoworstelen. Hij begon met sumo in 1982 en klom tot de allerhoogste makuuchi divisie in twee jaar, een opmerkelijk snelle sprong. Hij deed er nog eens drie jaar over om de Ōzeki rang te behalen.
Vanwege zijn potentieel kreeg hij de naam Konishiki, genoemd naar de 17e yokozuna die van dezelfde trainingschool kwam op het einde van de 19e eeuw (gedurende de Meiji periode in Japan).
Gedurende zijn carrière won hij de hoogste divisie in de Ōzeki drie maal en werd hij bijna de eerste buitenlander die de yokozuna status bereikte, maar werd hierin voorafgegaan door zijn landgenoot Akebono. Nadat hij twee toernooien achtereen gewonnen had (zijn tweede en derde overwinning) werd hij toch niet gepromoveerd naar de yokozuna status en beklaagde zich daarover bij de Japanse sumobond en beschuldigde hen daar zelfs van racisme. Niet lang daarna bood Konishiki zijn excuses aan en heeft hij de uitspraak nooit meer herhaald.
Met zijn gewicht van 270 kilogram was Konishiki de zwaarste sumoworstelaar aller tijden en gebruikte hij zijn gewicht om zijn tegenstanders te overdonderen en uit de dohyo (ring) te doen belanden. Later in zijn carrière maakten de lichtere worstelaars echter gebruik van zijn gewicht door met een bepaalde techniek juist hem uit de ring te krijgen.
Hij behield zijn Ōzeki titel voor meer dan zes jaar en bleef naderhand nog vier jaar in die klasse actief. Pas in de laatste fase van zijn loopbaan werd hij populairder bij de Japanse fans, vanwege zijn vechtstijl, doorzettingsvermogen en zijn persoonlijkheid.
Na zijn afscheid trad hij in dienst als trainer van de Japanse sumobond, voordat hij als entertainer aan de slag ging onder de naam KONISHIKI. De naam werd in hoofdletters geschreven aangezien de bonden het nodig vonden dat zijn naam in Romaans schrift werd geschreven en het te verbieden dat zijn naam in Japanse karakters werd geschreven, omdat hij de sumosport had verlaten. 
In 2000 produceerde Shinichi Watanabe, de directeur van Excel Saga en Puni Puni Poemy een animatiefilm genaamd Dotto Koni Chan, waarin het figuur Koni de hoofdrol speelt. Koni is een forsgebouwd kind, die sterk gelijkende eigenschappen met Konishiki vertoond.